# La vida inútil de Pito Pérez (película de 1970)
La vida inútil de Pito Pérez es una película mexicana de 1970 basada en la novela homónima de José Rubén Romero. Esta tercera adaptación fue dirigida por Roberto Gavaldón y protagonizada por Ignacio López Tarso.

## Argumento
El argumento de la novela de José Rubén Romero fue adaptado por el propio Roberto Gavaldón con la ayuda del escritor Edmundo Báez. Pito Pérez es un vagabundo y borracho, pero tiene cierta cultura, ya que hizo estudios en el seminario. Es acólito y ayudante de botica, recorre diversos pueblos del estado de Michoacán. Su familia es numerosa, sus hermanas son consideradas locas. Es desafortunado en el amor y encarcelado en varias ocasiones.

## Reparto
El reparto principal fue protagonizado por:
| - Ignacio López Tarso como Pito Pérez. - Lucha Villa como Soledad. - Lilia Prado como Jovita Josefina de Jiménez. - Lupita Ferrer como Jesusita. - Carmen Salinas como Pelagia. - Eleazar García Chelelo como el presidente municipal de Santa Clara del Cobre. - Alfonso Arau como el sacerdote Joaquín, hermano de Pito Pérez. - Pancho Córdova como Fulgencio. | - Enrique Lucero como el padre Pureco. - Virma González como una de las hermanas de Pito Pérez. - Alejandra Meyer como una de las hermanas de Pito Pérez. - Mario Alberto Rodríguez como José de Jesús Jiménez. - Ricardo Fuentes como el recaudador de rentas. - Delia Magaña como la tía de Soledad. - Juan Antonio Edwards como monaguillo. - Víctor Alcocer como jefe de guardia. |

## Datos técnicos
Fue rodada en locaciones de Pátzcuaro, Santa Clara del Cobre y Tacámbaro. La escenografía estuvo a cargo de José Rodríguez Granada. La edición de Gloria Schoeman tuvo una duración de 149 minutos. El estreno se llevó a cabo el 15 de septiembre de 1970 en el cine Diana de la Ciudad de México, se mantuvo en cartelera durante nueve semanas.